# How to Marry a Millionaire
How to Marry a Millionaire (bra: Como Agarrar um Milionário; prt: Como Se Conquista um Milionário) é um filme estadunidense de 1953, do gênero comédia romântica, dirigido por Jean Negulesco, produzido e escrito por Nunnally Johnson. O filme é estrelado por Betty Grable, Marilyn Monroe e Lauren Bacall, que interpretam três caçadoras de fortunas, e conta ainda com William Powell, David Wayne e Rory Calhoun, e Cameron Mitchell.
O roteiro foi baseado nas peças The Greeks Had a Word for It, de Zoë Akins, e Loco, de Dale Eunson e Katherine Albert. Distribuído pela 20th Century Fox, How to Marry a Millionaire foi filmado em Technicolor e foi o primeiro filme da história a ser fotografado no novo processo de widescreen chamado CinemaScope, embora tenha sido o segundo filme em CinemaScope lançado pela Fox, sendo o primeiro o épico bíblico The Robe.
How to Marry a Millionaire também foi o primeiro filme dos anos 1950 em cores e em CinemaScope a ser exibido em horário nobre na televisão (embora no formato padrão), quando foi apresentado como o primeiro filme do programa NBC Saturday Night at the Movies, em 23 de setembro de 1961.

## Enredo
A versátil Schatze Page (Lauren Bacall), a espirituosa Loco Dempsey (Betty Grable), e a avoada Pola Debevoise (Marilyn Monroe) alugam uma luxuosa cobertura em Nova York de Freddie Denmark (David Wayne), que está evitando a Receita Federal, vivendo na Europa. As garotas planejam usar o apartamento para atrair homens ricos e casar com eles. Quando o dinheiro fica apertado, Schatze penhora alguns dos móveis de Freddie, sem o seu conhecimento. As meninas não têm sorte alguma e ficam consternadas pois, com a aproximação do inverno, os móveis não param de ser vendidos.
Um dia, Loco chega em casa com alguns mantimentos, ajudada por Tom Brookman (Cameron Mitchell). Tom está muito interessado em Schatze, mas ela o rejeita, achando que ele é pobre. Ela tenta repetidamente se livrar dele pois está de olho no charmoso e elegante viúvo JD Hanley (William Powell), cuja fortuna é irrepreensivelmente grande. Todo o tempo que ela fica dando em cima de JD, Tom, que é na verdade muito rico, fica atrás dela. Após cada um de seus encontros, ela diz que nunca mais quer vê-lo novamente. Ela se recusa a casar com um homem pobre de novo.
Enquanto isso, Loco conhece um empresário mal-humorado, Waldo Brewster (Fred Clark). Ele é casado, mas ela concorda em ir com ele ao seu apartamento no Maine, erroneamente achando que ela está indo se encontrar com um grupo de membros do Elks Club. Quando eles chegam, Loco fica desapontada ao descobrir que o empresário estava esperando ter um caso com ela e levou-a a um apartamento caindo aos pedaços ao invés do glamouroso que ela estava esperando. Ela tenta ir embora mas, infelizmente, fica doente com o sarampo e tem que ficar no apartamento até ficar curada. Ela é tratada até ficar boa com a ajuda de um musculoso jovem chamado Eben (Rory Calhoun), que ela acha que é dono da maioria dos terrenos da área. Ela não tem problema algum em transferir suas afeições para o bonitão e eles ficam noivos. Quando ela descobre que ele é apenas um guarda-florestal, ela fica muito desapontada, mas Loco percebe que ela o ama e está disposta a ignorar as deficiências financeiras dele.
A terceira integrante do grupo, Pola, é extremamente míope, mas odeia usar óculos na frente dos homens. Como ela diz, "Os homens não prestam atenção em garotas que usam óculos", uma referência à frase de Dorothy Parker, "Os homens raramente dão em cima de garotas que usam óculos". Ela se apaixona por falso árabe magnata do petróleo, sem saber que ele é na verdade um especulador fraudulento. Felizmente, quando ela toma um avião no aeroporto de La Guardia para encontrá-lo, ela lê errado Kansas City como Atlantic City em uma placa do aeroporto e acaba no avião errado. Ela se senta ao lado de um homem, também usando óculos, que a acha "um strudel e tanto" e a encoraja a colocar seus óculos. Acontece que ele é o misterioso Freddie Denmark que está a caminho de Kansas City para encontrar o inescrupuloso contador que o meteu em encrenca com a Receita Federal. Ele não tem muita sorte em encontrar o homem, mas ele e Pola se apaixonam um pelo outro e eventualmente se casam.
Loco e Pola se reúnem com Schatze pouco antes de seu casamento com JD. Schatze não consegue ir adiante com o casamento e confessa a JD que ela está apaixonada por Tom. Ele graciosamente entende e concorda em acabar com o casamento. Tom é um dos participantes do casamento e os dois se reconciliam e se casam, com Schatze ainda sem saber que ele é rico.
Em seguida, os três casais felizes acabam em um pequeno restaurante, jantando hambúrgueres. Schatze, brincando, pergunta a Eben e Freddie sobre suas perspectivas financeiras - que são escassas. Quando ela finalmente pergunta a Tom, ele casualmente admite ter um patrimônio líquido em torno de US$ 200 milhões, e enumera uma série de arrendamentos, mas ninguém parece levar a sério. Ele então pede a conta, retirando do bolso um enorme maço de dinheiro e paga com uma nota de US$ 1.000, dizendo ao chef para ficar com o troco. As três garotas, atônitas, desmaiam no chão. Tom então propõe aos outros dois homens um brinde a suas inconscientes esposas.

## Produção
How to Marry a Millionaire foi filmado em Technicolor e foi o primeiro filme da história a ser fotografado no novo processo de widescreen, chamado CinemaScope. No entanto, foi o segundo filme em CinemaScope lançado pela Fox, sendo o primeiro o épico bíblico The Robe. A 20th Century-Fox iniciou a produção de The Robe antes de começar a de How to Marry a Millionaire, embora a produção deste último tenha sido concluída primeiro. O estúdio optou por apresentar The Robe como sua primeira produção em CinemaScope, no final de setembro ou início de outubro de 1953, por considerá-lo mais familiar e atraente para um público maior, o que ajudaria a promover seu novo processo de widescreen.
Entre as cenas do filme, a cinematografia apresenta alguns pontos turísticos conhecidos de Nova York, como o Rockefeller Center, o Central Park, o Prédio das Nações Unidas e a Ponte do Brooklyn, na sequência de abertura. Outras locações incluem o Empire State Building, as luzes da Times Square à noite e a Ponte George Washington.

De acordo com o American Film Institute, foi George Cukor quem sugeriu a Lauren Bacall que ela convencesse o chefe de produção do estúdio, Darryl F. Zanuck, a comprar os direitos da peça The Greeks Had a Word for It, de Zoë Akins. O produtor e roteirista Nunnally Johnson, então, adicionou elementos da peça Loco, de Dale Eunson e Katherine Albert, para construir o papel de Betty Grable. O filme também contém várias piadas internas, como a sequência do desfile de moda, quando o personagem de Marilyn Monroe, Pola, aparece usando um maiô de diamantes incrustados, e a dona da casa de moda afirma que "os diamantes são os melhores amigos de uma garota", uma clara referência ao sucesso anterior de Monroe, Gentlemen Prefer Blondes. 

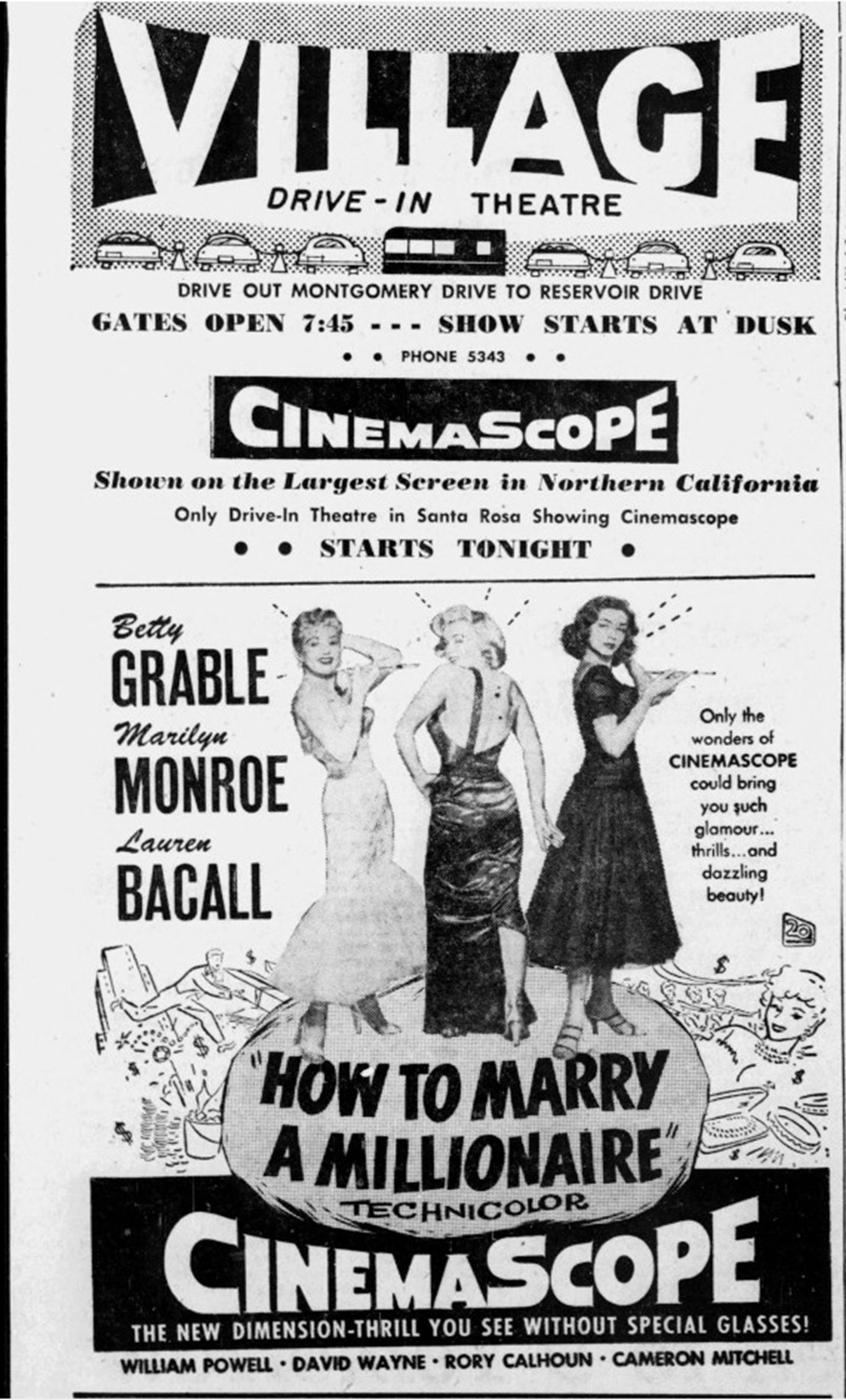
Anúncio do Village Drive-In para o filme, em 4 de agosto de 1954.

Em outra sequência, Schatze Page, personagem de Lauren Bacall, diz a J. D. Hanley que adora homens mais velhos, como o ator de The African Queen, uma referência direta a Humphrey Bogart, seu marido na vida real. O mesmo ocorre com Betty Grable, que, em uma das cenas, insinua que o trompetista que toca uma certa melodia no rádio é Harry James, seu marido na vida real.
Na época do lançamento do filme, Marilyn Monroe ainda não era uma estrela consagrada, e sua personagem era apenas uma das coadjuvantes. Betty Grable, por sua vez, era muito mais famosa e conhecida. No entanto, o nome de Monroe apareceu em destaque no trailer e na publicidade, como o primeiro nome associado ao filme. Essa foi a primeira vez desde 1941 que o nome de Grable não figurou como o primeiro em anúncios de seus filmes. How to Marry a Millionaire também foi o último trabalho de Grable sob contrato com a Fox. Ela ainda apareceria em outra produção do estúdio, How to Be Very, Very Popular (1955), mas como artista freelance.
Charles LeMaire e William Travilla receberam uma indicação ao Oscar de Melhor Figurino (cores) por seu trabalho em How to Marry a Millionaire. O filme, que recebeu críticas excelentes, foi um sucesso de bilheteira, arrecadando cerca de oito milhões de dólares em todo o mundo. A peça The Greeks Had a Word for It, de Zoë Akins, também foi utilizada como base para o filme The Greeks Had a Word for Them (1932), lançado pela United Artists e estrelado por Joan Blondell, Ina Claire e Madge Evans. De acordo com algumas fontes, Betty Grable apareceu na produção em um pequeno papel como uma showgirl. Em 1957, o filme foi adaptado para uma sitcom de mesmo nome, estrelada por Barbara Eden (como Loco Jones), Merry Anders (Michelle "Mike" Page), Lori Nelson (Greta Lindquist) e, posteriormente, Lisa Gaye como Gwen Kirby, substituindo Nelson. How to Marry a Millionaire foi transmitido por duas temporadas.

## Elenco
- Betty Grable como Loco Dempsey
- Marilyn Monroe como Pola Debevoise
- Lauren Bacall como Schatze Page
- David Wayne como Freddie Denmark
- Rory Calhoun como Eben
- Cameron Mitchell como Tom Brookman
- Alexander D'Arcy como J. Stewart Merrill
- Fred Clark como Waldo Brewster
- William Powell como J.D. Hanley

## Música
A trilha sonora de How to Marry a Millionaire foi composta e dirigida por Alfred Newman, com música incidental de Cyril Mockridge. O álbum foi lançado em CD pela Film Score Monthly em 15 de março de 2001, como parte da série Golden Age Classics da Film Score Monthly.

## Lançamento e bilheteria
How to Marry a Millionaire estreou no Fox Wilshire Theatre (agora o Saban Theatre), em Beverly Hills, Califórnia, em 4 de novembro de 1953.  O filme foi um sucesso de bilheteria arrecadando oito milhões de dólares no mundo todo, sendo sete milhões e meio no mercado interno americano, tornando-se o segundo filme de maior bilheteria da Fox daquele ano (com The Robe sendo o primeiro), e foi o quarto filme de de maior bilheteria de 1953, enquanto que o filme anterior de Marilyn Gentlemen Prefer Blondes foi o nono.

## Recepção da crítica
Em sua crítica no New York Times, Bosley Crowther compara o filme a uma "embalagem" enganosa, destacando que, apesar de ser promovido com o novo e impressionante CinemaScope, a substância do filme não corresponde à grandiosidade da tela. Ele descreve a história, como frívola e trivial, envolvendo três modelos loiras tentando fisgar maridos ricos. Embora o filme tenha momentos de humor, especialmente com Betty Grable e Marilyn Monroe, a crítica afirma que o conteúdo é insignificante para o formato CinemaScope.
Crowther observa que o uso do CinemaScope, apesar de algumas belas imagens panorâmicas, como vistas de Nova York e da natureza no Maine, não consegue justificar a grandiosidade do formato. Ele também menciona problemas técnicos com o CinemaScope, como foco instável e distorção de cores, que afetam a experiência do espectador. Além disso, ele compara o filme com outros usos de CinemaScope, como o curta-metragem da Disney Toot, Whistle, Plunk and Boom, que, em sua opinião, teve mais sucesso no aproveitamento do novo formato.
Em suma, Crowther vê How to Marry a Millionaire como uma tentativa exagerada de aproveitar a tecnologia do CinemaScope para um filme que, no final, se mostra superficial e sem substância.
No site agregador de resenhas Rotten Tomatoes, 82% das 28 avaliações dos críticos são positivas, com uma nota média de 7,2/10.

## Prêmios e indicações
| Prêmio                              | Categoria                                 | Indicado(s)                        | Resultado |
| ----------------------------------- | ----------------------------------------- | ---------------------------------- | --------- |
| 26ª Edição do Oscar                 | Oscar de Melhor Figurino – Cores          | Charles LeMaire e William Travilla | Indicado  |
| 8ª Edição do BAFTA Awards           | Melhor Filme                              | How to Marry a Millionaire         | Indicado  |
| Prêmios do Writers Guild of America | Melhor Roteiro de Comédia Norte-americano | Nunnally Johnson                   | Indicado  |

## Adaptação para a televisão
Em 1957, How to Marry a Millionaire foi adaptado para uma sitcom de mesmo nome. A série foi estrelada por Barbara Eden (como Loco Jones), Merry Anders (Michelle "Mike" Page), Lori Nelson (Greta Lindquist) e, posteriormente, Lisa Gaye (como Gwen Kirby, substituindo Nelson). A série foi exibida em syndication por duas temporadas.

## Remake
Em 2000, a 20th Century Fox Television produziu um remake para a TV intitulado How to Marry a Billionaire: A Christmas Tale. A série inverteu os papéis sexuais, com três homens tentando se casar com mulheres ricas. Estrelaram John Stamos, Joshua Malina e Shemar Moore.
Em 2007, Nicole Kidman adquiriu os direitos de  How to Marry a Millionaire para sua produtora Blossom Films, com a intenção de produzir e, possivelmente, estrelar um remake.